# Pierre Poivre
Pierre Poivre (23 de agosto de 1719, Lyon - 6 de enero de 1786, Lyon), fue un agrónomo, horticultor y administrador colonial francés.

## Biografía
Hijo de una familia de comerciantes modestos, entra en los hermanos misioneros Santo- José de la Croix Rousse. Tras terminar sus estudios, a los 21 años se va a China para evangelizar en Cantón, Macao y Fai-Fo en Cochinchina sin gran éxito ni gran convicción. Se vuelve a Francia por orden de sus superiores.
Pero su gusto por la aventura es más fuerte. Se incorpora al poco tiempo en un buque de la Compañía francesa de las Indias Orientales con destino a Asia. Los ingleses atacan el buque y una bola de cañón le arranca la mano derecha. La nave inglesa es vencida, pero deben cortarle el brazo. Llega a Batavia (Yakarta) que era entonces un centro importante de la explotación de las especias, en particular, las nueces de nuez moscada y del clavo de olor, que por su escasez, representaban una riqueza fabulosa celosamente guardada por los holandeses. Poivre tuvo la idea de poder aclimatar estas especies a la Ile de France (Isla Mauricio).
Vuelve de nuevo a Francia para defender su idea en beneficio de la Compañía francesa de las Indias Orientales pero tras un naufragio, embarca en buque neerlandés que es atacado por un buque inglés. Poivre es encarcelado en Guernesey. Llegando a Francia en 1748 para volver a salir el año siguiente.
Obtiene clandestinamente plantas de la nuez moscada y de clavo que se las confía a Jean Baptiste Ch. Fusée-Aublet (1720-1778) director del jardín de aclimatación de la Isla Mauricio, luego vuelve a salir hacia las Islas Molucas pero no llega a alcanzarlas y en Timor obtiene especímenes de nuez moscada. A su vuelta a Mauricio, descubre que sus primeros especímenes han desaparecido. Cuando las nuevas plantas se mueren a su vez, una investigación revela que es Fusée-Aublet mismo, quien saboteó los especímenes.
Es Poivre quien convence a Philibert Commerson para explorar la Ile de France. Forma también a su sobrino, Pedro Sonnerat, que se convierte en el ayudante de Commerson. Poivre decide entonces volver a Francia. 
En 1755 vuelve de nuevo a Lyon. Ya corresponsal de la Academia de las ciencias para Antoine de Jussieu, es recibido en la "Academia de las Ciencias de Lyon" y publica sus aventuras los Viajes de un filósofo que tienen gran éxito. 
Se casa con Françoise Robin y es nombrado noble por Louis XV.
En 1766 la compañía de India, en quiebra, cede sus colonias a la Corona francesa. Poivre es nombrado como intendente en la Ile de France donde crea uno de los jardines botánicos más importantes de su tiempo: el jardín de Pomelos dónde aclimata plantas de las regiones tropicales. Envía una nueva expedición hacia las Molucas que informa entonces de suficientes ejemplares de nuez moscada y otras especias, para llevar a cabo una aclimatación. Esta expedición permitirá extender aún más las plantas. Poivre pide que las plantaciones no estén limitadas a la Ile de France. Se llevarán además a Seychelles, sobre la Isla Borbón (Isla de Reunión) e incluso en la Guyana francesa. Deja la Ile de France en 1772 para incorporarse a su propiedad en Lyon donde muere en 1786.

## Bibliografía

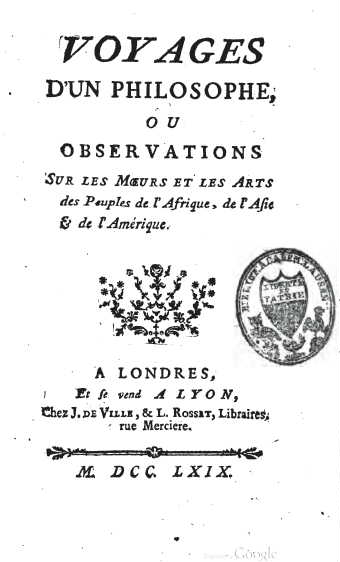
Voyages, 1769.